# Sikaku

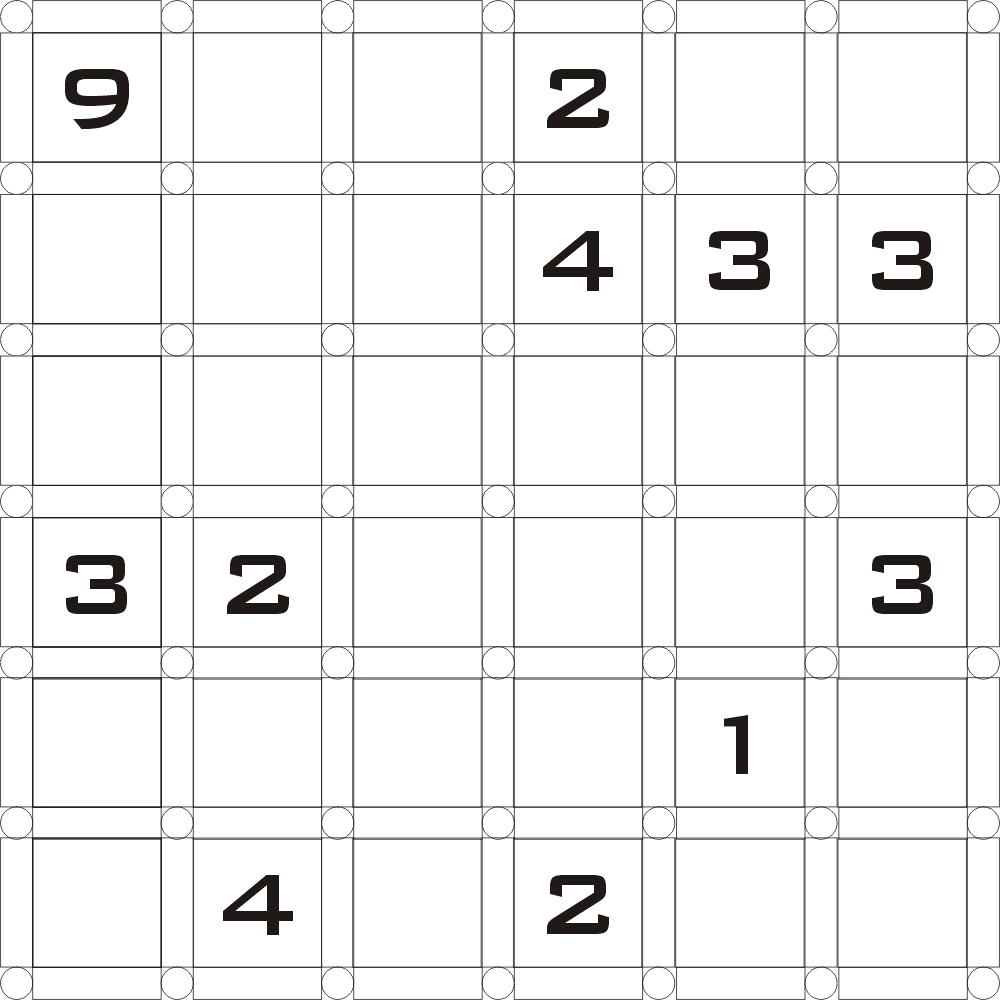
Voorbeeld van een Sikaku

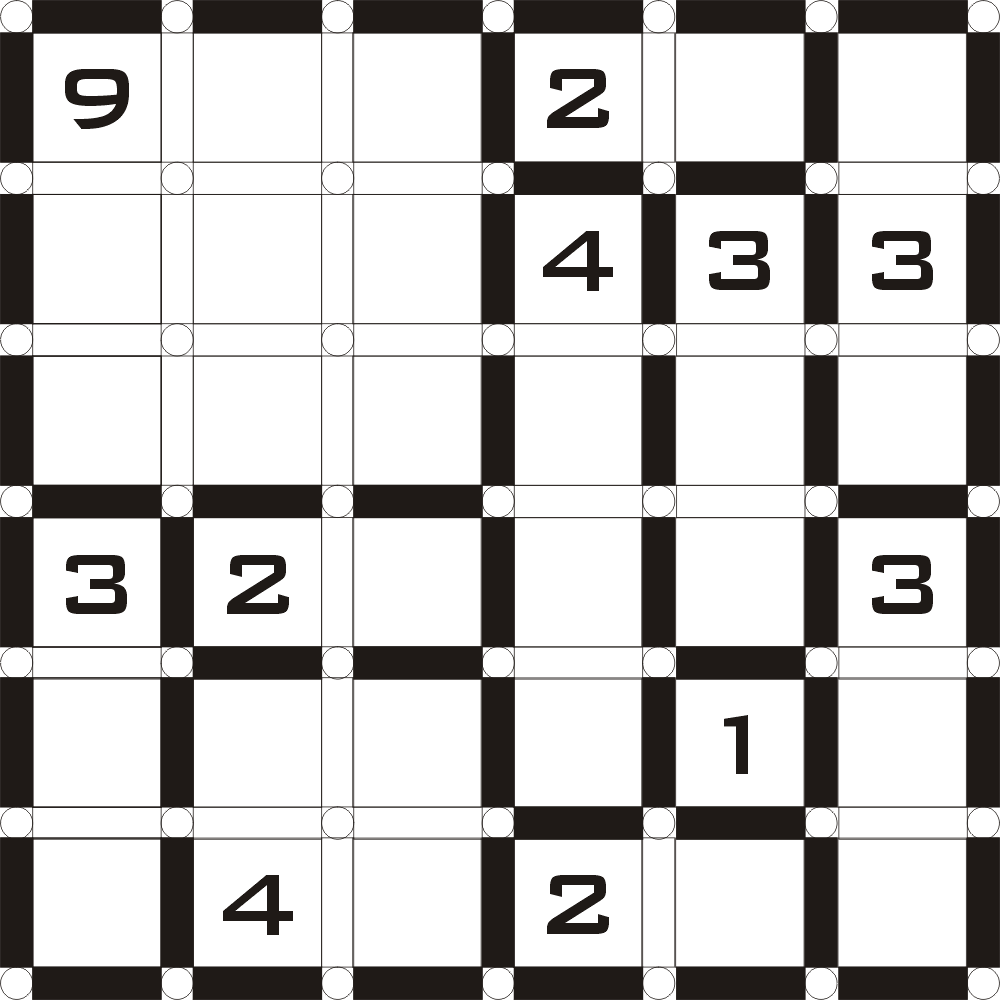
Bijbehorende oplossing

Sikaku of Shikaku (Japans 四角に切れ shikaku ni kire ) is een logische puzzel. De puzzel wordt uitgegeven door de Japanse uitgever Nikoli en kan ook worden aangeduid als 'verdeel in vakjes' of 'verdeel in cijfers'.

## Spelregels
Sikaku wordt gespeeld op een rechthoekig diagram van willekeurige grootte. Sommige vakjes bevatten cijfers.
Het doel van het spel is om het diagram in rechthoeken te verdelen, zodat aan de volgende regels wordt voldaan:
- Elke rechthoek bevat precies één cijfer.
- Het getal geeft aan hoeveel vakjes de rechthoek bevat.
- Twee rechthoeken mogen elkaar niet overlappen.

Normaliter wordt de oplossing duidelijk gedefinieerd door de gegeven getallen.

## Oplossingsstrategie
Bij het oplossen van een sikaku kan begonnen worden met het zoeken naar losse kleine rechthoeken.
|  | Er zijn meestal maar een paar manieren om voor elk cijfer een rechthoek te vormen. Doordat elk nummer in zijn eigen vierkant moet staan, kunnen soms op één na alle mogelijkheden worden uitgesloten. Zo zijn er voor heel grote aantallen vaak maar een paar opties, doordat het meestal niet mogelijk is om er een rij van de juiste lengte omheen te wikkelen.              |
|  | Soms zijn afzonderlijke velden van het diagram alleen bereikbaar vanaf een enkel nummer. Hier in het voorbeeld links is bijvoorbeeld het vierkantje rechtsonder alleen bereikbaar vanaf het cijfer drie er direct boven. |
|  | De rechthoek is al geplaatst rond een vakje met het nummer één en loopt precies om dit nummer heen. Dit is ook de reden waarom er in de meeste sikaku's geen vierkanten met het nummer één zijn. Oneven getallen geven speciale aanwijzingen. Priemgetallen kunnen alleen een vak vormen in één rij of kolom, oneven getallen hebben een oneven aantal kolommen en rijen nodig |
|  | Door logische afwegingen zijn er nog veel meer oplossingsstrategieën te vinden, waardoor de uiteindelijk oplossing wordt verkregen. |